# Kyle (Teksas)
Kyle je grad u američkoj saveznoj državi Teksas. Prema popisu stanovništva iz 2010. u njemu je živjelo 28.016 stanovnika.